# Håndværk (film)
Håndværk er en dansk kortfilm fra 2006 instrueret af Mia Isabel Edelgart.

## Handling
Filmen foregår i et natligt mærkværdigt univers, hvor den følger en træt kvindes kamp for at falde i søvn. Hun distraheres og lader sig påvirke af adskillige lyde og stemninger. Da det med ét bliver hende for meget, udvikler historien sig i en uventet og uhyggelig retning.